# Massaker von Odessa

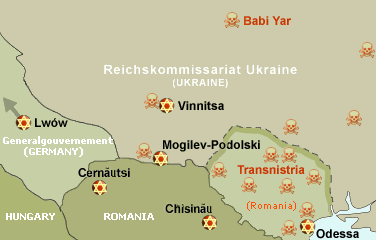
Übersicht über den Holocaust in der Ukraine; Davidsterne repräsentieren Ghettos, Totenköpfe repräsentieren Massaker.

Im Massaker von Odessa wurden während Herbst und Winter 1941 Juden in Odessa und in den umliegenden Städten sowie in ganz Transnistrien ermordet. Damit trugen rumänische Truppen zum Holocaust bei.
Die Rote Armee musste die Stadt während der Schlacht um Odessa während der ersten Oktoberhälfte räumen, nachdem sie durch einen deutschen Vorstoß auf die Krim abgeschnitten zu werden drohte. Während der Kämpfe um die Stadt konnte etwa die Hälfte der jüdischen Bevölkerung Odessas die Stadt verlassen, zurück blieben etwa 80.000 Juden. Die Stadt wurde am 16. Oktober eingenommen.
Das eigentliche Massaker in Odessa vollzog sich vom 22. bis 24. Oktober und kostete zwischen 25.000 und 34.000 Menschen das Leben. Auslöser war eine am 22. Oktober von sowjetischen Partisanen gezündete Bombe im rumänischen Hauptquartier der Stadt, das vormals das Hauptquartier des sowjetischen NKWD war. Bei der Detonation der Bombe starben 67 Menschen, darunter der rumänische Kommandant Ion Glogojanu, 16 weitere rumänische Offiziere und vier deutsche Marineoffiziere. Als Repressalie wurde vom rumänischen Staatsführer Ion Antonescu angeordnet, dass 200 Kommunisten für jeden Offizier und 100 für jeden einfachen Soldaten hingerichtet werden sollten. Am 23. Oktober wurden 19.000 Juden in der Nähe des Hafens ermordet. 20.000 Juden wurden auf dem Gelände des Gefängnisses zusammengetrieben und am 24. nach Dalnik getrieben, wo sie umgebracht wurden.
Die überlebenden Juden Odessas wurden im Stadtteil Slobodka ghettoisiert und ab Januar 1942 in die Lager Bogdanowka, Domanewka und Akhmetchetka deportiert.

## Erinnerungskultur
Marieluise Beck erfuhr bei einem Besuch in Odessa 2017 zufällig von dem Massaker. 
Beck suchte Verbündete für ein neues Mahnmal. Die Stadtverwaltung von Odessa schrieb das Projekt öffentlich aus. Die bundeseigene Gesellschaft für Internationale Zusammenarbeit (GIZ) sagte zu, es zu finanzieren.
Am 22. Oktober 2021 – dem 80. Jahrestag des Massakers – wurde der Grundstein für das Mahnmal gelegt.